# صلبا، سلمیه
صلبا (به عربی: صلبا) یک روستا در سوریه است که در ناحیه صبوره واقع شده‌است. صلبا ۵۵۶ نفر جمعیت دارد.